# Dualità (fisica teorica)
Due teorie fisiche si definiscono duali se, una volta applicata una trasformazione matematica chiamata duale, esse hanno effetti fisicamente identici; o meglio una trasformazione duale è una mappa invertibile tra due teorie fisiche che trasforma uno stato in un altro stato preservando 
l'ampiezza, l'intensità e le simmetrie dell'interazione.
Le dualità oggi note sono di tre tipi: la S-dualità, la T-dualità e la U-dualità. Delle tre, la T-dualità è probabilmente la più semplice. La T-dualità è una simmetria duale che consente di cancellare le differenze tra scale di distanza grandi e piccole ; essa è la risultante della compattazione delle dimensioni spaziali extra all'interno della teoria delle stringhe. Le teorie della S-dualità e della U-dualità si possono considerare come gli elementi fondamentali di quella che viene chiamata la seconda rivoluzione della teoria delle stringhe.
Ciascuna di queste dualità fornisce un metodo per convertire una teoria delle stringhe in un'altra. Nel 1995 il fisico e matematico americano Edward Witten diede inizio alla seconda rivoluzione delle superstringhe introducendo la M-teoria che unifica le teorie delle stringhe tra loro attraverso una sorta di "trama" di rapporti reciproci, detta dualità. Il concetto di dualità era già noto prima di Witten. Egli però per primo rilevò che tutte le teorie sono in connessione reciproca.